# Dugnad
Dugnad bezeichnet im Norwegischen die Nachbarschaftshilfe, d. h. einen unbezahlten, freiwilligen und gemeinschaftlich ausgeführten Arbeitseinsatz zum Wohle der Gesellschaft oder einer Einzelperson. Das Wort kommt vom altnordischen Wort «dugnaðr», bedeutet übersetzt Hilfe und ist verwandt mit dem Begriff «duge», der so viel wie nützlich oder brauchbar heißt. Ursprünglich war dugnad eine institutionalisierte Form kooperativer Arbeit in der präindustrialisierten bäuerlichen Gesellschaft Norwegens, bei der sich Nachbarn in gegenseitiger Pflicht bei großen Aufgaben halfen. In den ländlichen Regionen Norwegens wurde dugnad als Ausdruck der eigenen Solidarität und Loyalität gegenüber seiner lokalen Gemeinschaft verstanden. Die Tradition des dugnad kann in Norwegen als Grundlage heutiger Freiwilligenarbeit verstanden werden. Der Begriff selbst gilt im Land als typisch norwegisch. 2004 wurde das Wort dugnad zum norwegischen Nationalwort gekürt, zu dessen Wahl der norwegische Fernsehsender NRK im Rahmen der Fernsehserie Typisk norsk aufgerufen hatte.

## Historische Entwicklung
Der hohe Stellenwert des dugnad ergibt sich aus dem sozio-historischen Kontext. Im ländlichen Norwegen der vergangenen Jahrhunderte waren die Menschen abhängig von ihrer gegenseitigen Unterstützung. Die Kommunikation mit anderen Dörfern und Städten war aufgrund der Geographie und Topographie des Landes stark eingeschränkt. Zudem gab es keinen Markt für Wanderarbeit und die einfachen traditionellen Technologien waren in hohem Grade arbeitsintensiv. Das dugnad-Konzept ist ein Beispiel für informelle und unabhängige Selbstorganisation ohne Intervention seitens des Staates. Trotzdem galt es damals als gesetzt und folgte eigenen Traditionen und ungeschriebenen Regeln. Ökonomisch gesehen wurde die Arbeitskraft einer einzelnen Person in ein gemeinschaftlich genutztes Kraftkontingent überführt. Die Gemeinschaft sorgte dafür, dass jeder Person, wenn nötig, durch die gemeinschaftliche Arbeitskraft geholfen wurde und eine angemessene Aufwandsbalance zwischen allen Gruppenmitgliedern herrschte. Neben der direkten Form des dugnad in Gestalt von projektbezogenen Arbeitseinsätzen gab es auch «hjelpedugnad» (dt.: Hilfs-dugnad) bei Hausbränden, Lawinen oder Krankheit. Diese Art der Hilfe kommt der heutiger Versicherungen am nächsten. Der «dugnadleder» (dt.: dugnad-Anleiter) führte die Arbeiten an und koordinierte sie. Als Qualitäten einer guten Führung galten, dass die Teilnehmenden so unabhängig wie möglich arbeiten durften und ihre eigenen Aufgaben wählen konnten.

## Dugnad im 20. Jahrhundert
In seiner ursprünglichen Bedeutung und Tradition spielt dugnad mittlerweile keine Rolle mehr. Dies ist verschiedenen Entwicklungen der letzten Jahrhunderte geschuldet: bessere Kommunikation, stärkerer Handel, allgemeiner ökonomischer Wohlstand und neue, weniger arbeitsintensive Technologien. Hinzu kam die zunehmende soziale Heterogenität der Landbevölkerung; Reziprozität, die normative Grundlage des dugnad, funktioniert allerdings am besten in möglichst homogenen Gruppen. Diese Entwicklungen waren nicht gleichmäßig in allen Landesteilen und folgten unterschiedlichen Mustern zu unterschiedlichen Zeitpunkten. Ganz zum Stillstand kam das Konzept in seiner ursprünglichen Form etwa zur Zeit des Zweiten Weltkriegs. Nachbarschaftliche Hilfeleistungen wurden immer weniger wichtig, gleichzeitig kam ein steigendes Interesse an freiwilliger Arbeit für öffentliche Belange auf, die der ganzen Gesellschaft zugutekamen. Dazu gehörten beispielsweise selbst angelegte und in Stand gehaltene Straßen zu abgelegenen Plätzen im ländlichen Norwegen oder die gemeinschaftliche Betreuung vorhandener, aber schwindender Infrastruktur wie Schulen, Geschäfte oder medizinische Versorgungszentren.
In der Zeit nach dem Zweiten Weltkrieg war der «dugnadsånd» (dt.: Geist des dugnad) trotzdem treibende Kraft im Aufbau des neuen Norwegens und stand in enger Verbindung mit der Gerhardsen-Ethik. Der Besitz eines eigenen Hauses wurde im noch jungen Wohlfahrtsstaat als probates Mittel gesehen, mehr soziale Gleichheit zwischen Arbeitern und Bessergestellten zu schaffen. Kooperation und Solidarität waren dabei von Nöten, da es nicht ausreichend Arbeiter in der Baubranche gab. Im ganzen Land taten sich deswegen Menschen im Geist des dugnad zu sogenannten «selvbyggerlag» (dt.: Selbstbauteams) zusammen, um Häuser zu bauen. Die ursprüngliche Bedeutung des dugnad wurde also aus der bäuerlichen Gesellschaft ins 20. Jahrhundert übertragen und genutzt, um gemeinschaftlich ein sozialdemokratisches Norwegen zu erschaffen.
Die Entwicklung hin zu einer organisierten Gesellschaft bzw. Organisationsgesellschaft hat die heutige Form des dugnad ebenfalls beeinflusst. In Kombination mit dem Konzept der Freizeit, das sich etwa zur selben Zeit anfing zu etablieren, wird dugnad seit dem 20. Jahrhundert auch von formalen Freiwilligenorganisationen durchgeführt. Diese Verbände erledigen nicht nur Aufgaben im Sinne des ursprünglichen dugnad-Wirkungsbereichs, sondern bauen z. B. auch Sporthallen, Spielplätze und Versammlungsstätten für Freizeitzwecke.
Das dugnad-Konzept wurde seit Mitte der 1980er Jahre zunehmend politisiert. Erstmals wurde der Begriff «nasjonaldugnad» (dt.: National-dugnad) 1991 vom damaligen Finanzminister geprägt. Seitdem wird er häufig in Verbindung mit wirtschaftspolitischen Maßnahmen genannt, unabhängig von der Parteizugehörigkeit. Beispielsweise forderte der ehemalige Gesundheitsminister Gudmund Hernes 1996 Krankenhauspersonal auf, mehr bezahlte Überstunden zu machen, um die Wartezeiten für Operationen zu verkürzen. Verschlagwortet wurde das Konzept mit dem Begriff «ventelistedugnad» (dt.: Warteliste-dugnad) und bezog sich nicht mehr auf rein freiwillige Zusammenarbeit ohne Einmischung seitens des Staates. Ähnliches wollte das Justizministerium Ende 1999 unter dem Begriff «rettsdugnad» (dt.: Rechts-dugnad) einführen, um den Rückstau im Rechtswesen aufzuarbeiten; das Projekt konnte aber nicht umgesetzt. werden.

## Dugnad im 21. Jahrhundert
Seit Ausbruch der Corona-Pandemie wird die Bekämpfung des Virus in den Landesmedien immer wieder mit dugnad in Verbindung gebracht. Im Gegensatz zur ursprünglichen projektbezogenen dugnad-Arbeit, folgen auf Aufrufe zum nasjonaldugnad selten konkrete Schritte zur Arbeitsaufteilung oder Finanzierung. Dies liegt daran, dass solche Aufrufe sich meistens auf komplexe Probleme beziehen, die nicht selten internationale Lösungen verlangen und von Norwegen alleine gar nicht behandelt werden können. Die Bestrebungen Norwegens für eine ökologisch nach-haltige Entwicklung sind ein Beispiel dafür.
Im 21. Jahrhundert wird unter dugnad auf privater Basis eher ein Freundschaftsdienst verstanden, der Individuen im persönlichen Umfeld zukommt. Dabei spielen kleinere handwerkliche Einsätze nach wie vor eine Rolle, kraftintensive Arbeiten wie z. B. Dachdeckarbeiten allerdings kaum noch. Die Nachbarschaft als sich füreinander einsetzende Gemeinschaft hat dabei an Bedeutung stark verloren. Der Fokus liegt heutzutage eher auf selbst gewählten statt Schicksalsgemeinschaften als dugnad-Gruppe. Mit dem gesellschaftlichen Wandel werden auch neue dugnad-Sphären erschlossen. So beschreibt Klepp das Internet „like a community centre based on dugnad“ und nennt das Betriebssystem Linux „the greatest Net dugnad ever“. Für freiwillige Organisationen ergeben sich neue Möglichkeiten des «cyber-dugnad», worunter z. B. das Sammeln von Spenden fällt. Von der ursprünglichen Bedeutung des dugnad-Konzepts ist nur noch wenig übrig. Es wird oft als Synonym für freiwillige Arbeit oder einen gemeinsamen Kraftakt gebraucht, was sich am ehesten auf das Prestige und die historische Bedeutung des Konzeptes zurückführen lässt.

## Verwendung und Lehnworte in anderen Sprachen
Der Begriff dugnad ist heute in gleicher Bedeutung auch als Lehnwort im Schwedischen in Gebrauch.  In anderen Sprachen wie im Finnischen (talkoot), im Finnlandschwedischen (talko) oder Russischen (толока toloka, Toloka; dort allerdings eingegrenzt auf gegenseitige Bauernhilfe im dörflichen Bereich, veraltet) finden sich Wörter mit gleicher Bedeutung.